# Mesquécia-Javaquécia
Mesquécia-Javaquécia ou Mósquia-Javáquia (em georgiano: სამცხე-ჯავახეთი; romaniz.: Samtskhe-Javaxeti) é uma região (mkhare) do sul da Geórgia criada em 1995 a partir das províncias históricas de Mesquécia, Javaquécia e Tori (garganta de Borjomi). Acalsique é sua capital. A região compreende seis municipalidades: Acalsique, Adigeni, Aspindza, Borjomi, Acalcalaqui e Ninocminda. Há cinco cidades, seis cidades muito pequenas, 67 sacrébulos (assembleias) de comunidades e vilas e 268 vilas na região. Ela é circundada por Ajária a oeste, Gúria e Imerícia ao norte, Ibéria Interior e Baixa a nordeste e noroeste e pela Turquia e Armênia a sudeste e sul.